# Cretinism
Cretinismul (din franceză crétinisme – idioție) este o afecțiune gravă întâlnită la om, care se caracterizează prin întârzierea dezvoltării psihice și fizice. Se manifestă prin talie mică, degete scurte și groase, picioare scurte și strâmbe, față mare cu fruntea îngustă, nas redus în dimensiuni și lat, urechi, debilitate mintală, stare psihică de idioție și imbecilitate ș.a. Este o consecință a tulburării funcționării normale a glandei tiroide, cauzată, în special, de insuficiența de iod în alimente. Pentru a evita această patologie, se recomandă utilizarea sării iodate în alimentație.